# پنینگتون، همپشر
longitudeپنینگتون، همپشرlatitudeپنینگتون، همپشر
پنینگتون (به انگلیسی: Pennington) یک روستا در شهرستان همپشر است.